# Аракі Хірохіко
Хірохіко Аракі  (яп. 荒木 飛呂彦 Аракі Хірохіко, нар. 7 червня 1960 рік, Сендай, Міяґі)  — японський манґака, найбільш відомий завдяки своїй роботі над манґою JoJo's Bizarre Adventure у 9 частинах, яка публікується в журналах Weekly Shonen Jump та Ultra Jump вже понад 35 років. Лише у Японії було продано понад 80 мільйонів копій манґи (станом на 2007 рік). У 2019 році Хірохіко Аракі отримав премію Міністерства культури Японії за досягнення у мистецтві.

## Раннє життя
Дитинство Аракі провів у Сендаї з батьками та молодшими сестрами-близнюками. Аракі дуже дратувала галаслива поведінка сестер, тому він усамітнювався у своїй кімнаті, захоплено читаючи манґу Ai to Makoto, а також переглядаючи художні альбоми батька. Так Аракі зацікавило написання манґи. Його предметом натхнення також стали картини Поля Гогена. Після того, як однокласник похвалив Аракі за його першу манґу, хлопчик почав захоплено малювати комікси, не говорячи про це батькам. При вступі до вищої школи Аракі вперше представив свою манґу журнальному видавництву, проте воно відхилило всі роботи Аракі, посилаючись на те, що багато манґаків, у його віці і навіть молодше, встигли створити професійніші та якісніші комікси. Аракі вирішив не здаватися і почав відвідувати видавництва в Токіо, доопрацьовуючи свою манґу, часом не спавши цілу добу. В результаті роботою зацікавився редактор журналу Shueisha, хоча він розкритикував роботу Аракі, але й сказав, що має потенціал, і якщо її добре почистити і поліпшити, то вона може отримати премію Осаму Тедзукі.

## Манґака
Аракі відрахувався з педагогічного університету Міяґі і створив короткий розділ манґи Poker Under Arms, де дія відбувається на Дикому Заході. Манга була високо оцінена громадськістю та отримала премію Тедзукі. Перша коротка манґа Аракі, яка почала публікуватися (1983 рік), зветься Cool Shock B.T. і оповідає про хлопчика-чарівника, який повинен розгадувати різні таємниці. Однак Аракі вирішив зайнятися створенням повноцінної сейнен-роботи зі сценами насильства. Так у 1984 році на світ з'явилася нова манґа під назвою Baoh (яп. バオー来訪者, Бао: Райхо:ся), де головний герой, заражений загадковим паразитом, набуває суперсили і тепер має боротися з організацією, яка намагається вбити його. Однак манґа не користувалася популярністю, і Аракі закінчив роботу, створивши лише 2 томи.
В іншій роботі The Gorgeous Irene Аракі розробляє стиль персонажів з потужними накачаними фігурами. Наступною його роботою стала манґа JoJo's Bizarre Adventure: Phantom Blood, що стала маґнум-опусом, яка здобула велику популярність на території Японії. За сюжетом, молодий британець Джонатан Джостар бореться проти Діо Брандо — новонаверненого вампіра, який прагне завоювати світ. Аракі вирішує надалі працювати над манґою і створює безліч сіквелів, що охоплюють історію нащадків Джонатана. Дія відбувається також у різних країнах і різні часові відрізки — з 19 століття до нашого часу. При створенні манґи Аракі надихався Рембо та Термінатором. Франшиза JoJo виборола велику популярність далеко за межами Японії, і нові серії продовжують виходити до цього дня. Концепція битв проти вампірів та іншої нечисті із застосуванням сили хамон була замінена на битви із застосуванням сили стендів, і Аракі дотримується подібної концепції до цього дня. За 30 років випуску манґи станом на грудень 2016 року по всьому світу було продано 100 мільйонів копій манги. Третя частина, «Stardust Crusaders», вважається найвідомішою у всій франшизі. Манга була кілька разів екранізована, а сюжет використовувався у ряді відеоігор.

## Інші роботи
У вересні 2007 року Аракі намалював обкладинку зі стендом для журналу мод Cell, в 2008 році — ілюстрації для роману Ясунарі Кавабати «Танцююча дівчинка з Ідзу». Також Аракі створив обкладинку музичного альбому японського рок-гурту Base Ball Bear Breeeeze Girl, на якому зобразив персонажа із всесвіту Jojo.
У 2009 році Аракі став одним із 5 художників, які мали створити оригінальні твори для виставки в Луврі. Як основного персонажа Аракі вибрав Рохана Кісібе з четвертої частини манґи Химерні пригоди ДжоДжо — «Diamond Is Unbreakable», і намалював ряд коміксів за його участю, які пізніше були показані в Луврі на виставці Le Louvre invite la bande dessinée, виставка проводилася з 19 січня до 13 квітня. Манґа була опублікована у Франції та США компанією NBM Publishing у лютому 2012 року.
З 17 вересня по 6 жовтня 2011 року в кварталі Шінджюку брендом Gucci було організовано велику виставку «Rohan Kishibe Goes to Gucci», в результаті співпраці італійського бренду, Аракі та журналу моди Spur. Виставка відзначала 90-річчя створення Gucci. Тут була представлена фігура Рохана Кісібе в натуральну величину, численні роботи Хірохіко Аракі, включаючи нові випуски за 2011—2012 рік, оригінальний дизайн моди і також особливий комікс під назвою Rohan Kishibe Goes to Gucci, в якому Рохан відправляється на завод Gucci, щоб розкрити таємницю чарівної сумки. Ще одна історія під назвою Jolyne Flys to Gucci, де головною героїнею стає Джолін Куджо, була випущена в журналі Spur у лютому 2013 року.
В результаті Великого землетрусу Тохоку серйозно постраждали історичні руїни Хіраїдзумі, і Аракі, з метою залучити більше людей і громадських організацій з відновлення пам'ятників, створив спеціальні ілюстрації з пам'ятниками.
17 грудня 2015 року (для Європи 1 липня 2016 року) вийшла гра JoJo's Bizarre Adventure: Eyes of Heaven, в якій Аракі намалював головного антагоніста Діо Брандо, який досяг раю і розробив сюжет самої гри. Гра вийшла на платформах PlayStation 3 (тільки для Японії) та PlayStation 4.

## Роботи

### Манґа
- Покер під рушницею (яп. 武装ポーカー, Бусьо Пока:, 1980 року)
- Outlaw Man (яп. アウトロー・マン, Ауторо: Ман, 1981 року)
- Скажи привіт Вірджинії (яп. バージニアによろしく, Бадзініа ні Йоросіку, 1982 года)
- Б.Т. "бешкетний хлопчик" (яп. 魔少年ビーティー, Масенен Бі: Ті:, 23 жовтня 1982 року)
- Baoh (9 жовтня, 1984 — 12 лютого 1985 року)
- Чудова Айрін (яп. ゴージャス☆アイリン, Го:дзясу Аірін, 1985-1986 роки)
- JoJo's Bizarre Adventure (2 грудня 1986 року — продовжується)
- Життя чужинців (яп. 変人偏屈列伝, Хендзін Хенкуцу Рецуден, 1989-2003 роки)
- Під стратою, Під втечею (яп. 死刑執行中脱獄進行中, Сікей Сікко:тю Дацугоку Сінко:тю:, 1994 рік)
- Дольче, і його господар (яп. ドルチ ～ダイ・ハード・ザ・キャット～, Доруті Дай Ха:до Дза Кятто, 1996 рік)
- Так говорив Рохан Кісібе (яп. 岸辺露伴は動かない, Кісібе Рохан ва Угоканай, 24 червня 1997 року — 12 жовтня 2013 року) (спін-офф JoJo's Bizarre Adventure)
- Питання Мерця (яп. デッドマンズQ, Деддомадзу Куесутьондзу, 2 липня — 7 липня 1999 року)
- Пригоди братів Оінго та Боінго (яп. オインゴとボインゴ兄弟 大冒険, Оінго то Боінго Кьодай Дайбо:кен, 23 жовтня 2002 року)
- Рохан Кісібе в Луврі (яп. 岸辺露伴 ルーヴルへ行く, Кісібе Рохан Ру:вуру е Іку, 8 квітня 2010 року) (під-історія JoJo's Bizarre Adventure)
- Рохан Кісібе зустрічає Ґуччі (яп. 岸辺露伴 グッチへ行く, Кісібе Рохан Ґутти е Іку, 23 серпня 2011 року) (під-історія JoJo's Bizarre Adventure)
- Джолін, літай з Ґуччі (яп. 徐倫、GUCCIで飛ぶ, Дзьорін, Ґутті де Тобу, 22 грудня 2012 року) (під-історія JoJo's Bizarre Adventure)

### Інші публікації
- Famicom Jump II: Saikyō no Shichinin (лютий 1991 року, Аракі працював над дизайном сьомого бос-майстра)
- Kamedas (4 листопада 1991 року, Аракі написав альтернативну історію манґи Kochikame)
- JoJo's Bizarre Adventure (4 листопада 1993 року, ранобе, авторами якого є Майорі Секідіма і Хіросі Ямагуті, а ілюстратором — Аракі)
- JoJo 6251 (10 грудня 1993 року, артбук)
- JoJo A-Go! Go! (25 лютого 2000 року, обкладинка музичного альбому Sugiurumn)
- GioGio's Bizarre Adventure II: Golden Heart/Golden Ring (28 травня 2001 року, ранобе, авторами якого є Ґіті Оцука та Таро Міясе, а ілюстратором Аракі)
- Life Ground Music (27 лютого 2002 року, обкладинка музичного альбому Sugiurumn)
- Kochira Katsushika-ku Kameari Kōen-mae Hashutsujo (ілюстрації, створені Аракі до 30-річчя манґи)
- Catwalk (26 квітня 2006 року, обкладинка альбому Soul'd Out)
- Uniqlo (дизайн футболки)
- Fist of the North Star (2006 рік, ілюстрації, присвячені манге, опубліковані в Weekly Comic Bunch)
- Cell (7 вересня 2007 року, обкладинка журналу)
- The Book: JoJo's Bizarre Adventure 4th Another Day (26 листопада 2007 року, ранобе, автором якого є Оцуїті, а ілюстратором — Аракі)
- Breeeeze Girl (24 червня 2009 року, обкладинка обмеженого видання альбому Base Ball Bear)
- Наруто (2009 рік, ілюстрація, створена Аракі на честь 10-річчя манґи)
- Shameless Purple Haze: Purple Haze Feedback (16 вересня 2011 року, ранобе, автор — Кохей Кадоно, ілюстратор — Аракі)
- JoJo's Bizarre Adventure Over Heaven (16 грудня 2011 року, ранобе, автор — Нісіо Ісін, ілюстратор — Аракі)
- Jorge Joestar (19 вересня 2012 року, ранобе, автор — Отаро Майдзьо, ілюстратор — Аракі)
- X-Cross (19 вересня 2012 року, обкладинка альбому Саюрі Ісікави)
- Hirohiko Araki Works 1981—2012 (2012 рік, артбук)
- JoJomenon (5 жовтня 2012 року, артбук)
- JoJoveller (19 вересня 2013 року, артбук)
- «Штормбрейкер» (ілюстрації до американського роману)